# Обещанная Страна Грёз
«Обе́щанная Страна́ Грёз» (яп. 約束のネバーランド Якусоку но Нэба:рандо, «Обещанный Неверленд») — манга, написанная Каиу Сираи и проиллюстрированная Посукой Дэмидзу. Выходила в журнале Weekly Shōnen Jump с 2016 по 2020 год. История рассказывает о группе детей-сирот и их плане побега с детской фермы.
По состоянию на сентябрь 2019 года тираж манги превышал 16 миллионов экземпляров. В 2018 году манга получила 63-ю премию «Shogakukan Manga Award» в категории «сёнэн». В 2020 году издательство «Истари комикс» объявило о лицензировании манги на русском языке и выпускает её в формате омнибусов 2-в-1.
Премьера экранизации в виде анимационного телесериала от CloverWorks прошла в январе-марте 2019 года в программном блоке NoitaminA. Премьера второго сезона прошла с 6 января по 26 марта 2021 года. Первый сезон аниме-сериала был хорошо принят и считался одним из лучших аниме-сериалов 2010-х годов. Однако прием второго сезона был в подавляющем большинстве негативным, в основном из-за его стремительного темпа и упрощения сюжета оригинальной манги.

## Сюжет
Действия разворачиваются в 2045 году. Эмма, Норман и Рэй — самые яркие дети в приюте «Благодатный Дом». Под покровительством Изабеллы, женщины, которую они называют «мамой», все дети наслаждались комфортной жизнью. Хорошая еда, чистая одежда и прекрасная окружающая среда — что ещё может пожелать ребёнок? Сиротам разрешено делать всё, что они захотят, за исключением выхода за пределы ворот, которые соединяют дом с внешним миром. Однажды в роковую ночь воспитанницу по имени Конни отсылают для удочерения, но Эмма и Норман следуют за ней, заметив, что она оставила свою плюшевую Зайку в доме. Они находят Конни мертвой и узнают правду о назначении приюта, где человеческие дети воспитываются как пища для демонических существ. Хуже того, Изабелла находится на службе у демонов, и эти вести рушат все представления детей о мире, что их окружал. Будучи преисполнены решимости вырваться из приюта, Норман и Эмма вместе с Рэем решают раскрыть правду, скрывающуюся за благопристойным фасадом приюта и найти способ сбежать со всеми своими братьями и сестрами.

## Персонажи
- Эмма (яп. エマ Эма) — главная героиня, одиннадцатилетняя девочка, обладающая невероятными рефлексами и скоростью. Идеалистка, стремится организовать побег для всех обитателей детского дома, даже если успешность столь массового побега крайне сомнительна. Сэйю: Сумирэ Морохоси.
- Норман (яп. ノーマン Но:ман) — друг Эммы, главный герой, парень, превосходно разбирающийся в тактике. Как и Рэй, он придерживается мнения, что массовый побег из приюта едва ли реалистичен. Однако из любви к Эмме стремится реализовать её план, несмотря на всю его безнадежность. Сэйю: Маая Утида.
- Рэй (яп. レイ) — друг Эммы и Нормана, главный герой, являющийся ходячей энциклопедией. В отличие от прочих детей, он помнит все, что происходило с ним с самого младенчества, а потому с самого начала имеет представление о реальном положении вещей. Чтобы спасти своих друзей, он уже давно сотрудничает с матерью, присматривающей за приютом, хотя в отличие от Эммы планирует побег лишь для Эммы и Нормана. Сэйю: Мария Исэ.
- Изабелла (яп. イザベラ Идзабэра) — «мама» детского дома, присматривающая за обитающими там детьми и отвечающая за поставку их демонам. Известна среди подобных ей работниц тем, что всегда поставляет мясо высочайшего качества. Превыше всего ставит качество своих воспитанников, а потому старается не уничтожать Эмму и её друзей несмотря на то, что знает об их планах. Сэйю: Юко Каида.
- Крона (яп. クローネ Куро:нэ) — «сестра», помощница «мамы», её работа заключалась в том, чтобы она помогла Изабелле отыскать двоих детей, которые узнали тайну приюта. Однако сама Крона хотела занять её место, поэтому заключила с троицей договор о взаимопомощи, который Изабелла раскрыла, в итоге отдав её на убой демонам. Сэйю: Нао Фудзита.

## Медиа

### Манга
Черновик манги был показан редакторам Jump ещё в 2004 году под названием Neverland (но позже изменён на The Promised Neverland, чтобы избежать проблем с авторскими правами), в нём вся первая арка произведения помещалась на 300 страницах. Каиу Сираи и Посука Дэмидзу запустили мангу «Обещанная Страна Грёз» в 34 выпуске журнала Weekly Shōnen Jump 1 августа 2016 года. Это второе сотрудничество Сираи и Дэмидзу; их первой работой была Poppy no Negai. Журнальный выход манги завершился 15 июня 2020 года. Издательство Shueisha собрало главы и выпускало их в виде 20 танкобонов со 2 декабря 2016 по 2 октября 2020 года.
C 11 января по 28 марта 2019 года в Shōnen Jump+ выходил комедийный спин-офф Oyakusoku no Neverland, позже он был издан отдельным танкобоном.
25 июля 2016 года Viz Media объявила о том, что они опубликуют первые три главы оригинальной манги в американской версии журнала Weekly Shonen Jump. После этого они будут публиковать новые главы манги одновременно с японским релизом. Первый печатный том в Северной Америке был выпущен 5 декабря 2017 года. В 2020 году издательство «Истари комикс» объявило о лицензировании манги на русском языке. Серия выходит в формате омнибусов 2-в-1.

#### Список томов
| №  | Японский             | Японский               | Русский            | Русский                |
| №  | Дата публикации      | ISBN                   | Дата публикации    | ISBN                   |
| -- | -------------------- | ---------------------- | ------------------ | ---------------------- |
| 1  | 2 декабря 2016 года  | ISBN 978-4-08-880872-7 | Июнь 2020 года     | ISBN 978-5-6043444-6-0 |
| 2  | 4 февраля 2017 года  | ISBN 978-4-08-881006-5 | Июнь 2020 года     | ISBN 978-5-6043444-6-0 |
| 3  | 4 апреля 2017 года   | ISBN 978-4-08-881077-5 | Июнь 2020 года     | ISBN 978-5-6043444-7-7 |
| 4  | 4 июля 2017 года     | ISBN 978-4-08-881183-3 | Июнь 2020 года     | ISBN 978-5-6043444-7-7 |
| 5  | 4 сентября 2017 года | ISBN 978-4-08-881205-2 | Февраль 2021 года  | ISBN 978-5-907340-12-1 |
| 6  | 2 ноября 2017 года   | ISBN 978-4-08-881278-6 | Февраль 2021 года  | ISBN 978-5-907340-12-1 |
| 7  | 4 января 2018 года   | ISBN 978-4-08-881323-3 | Сентябрь 2021 года | ISBN 978-5-907340-13-8 |
| 8  | 4 апреля 2018 года   | ISBN 978-4-08-881384-4 | Сентябрь 2021 года | ISBN 978-5-907340-13-8 |
| 9  | 4 июня 2018 года     | ISBN 978-4-08-881495-7 | Сентябрь 2021 года | ISBN 978-5-907340-14-5 |
| 10 | 3 августа 2018 года  | ISBN 978-4-08-881534-3 | Сентябрь 2021 года | ISBN 978-5-907340-14-5 |
| 11 | 2 ноября 2018 года   | ISBN 978-4-08-881622-7 | Март 2022 года     | ISBN 978-5-6043444-8-4 |
| 12 | 4 января 2019 года   | ISBN 978-4-08-881692-0 | Март 2022 года     | ISBN 978-5-6043444-8-4 |
| 13 | 4 марта 2019 года    | ISBN 978-4-08-881754-5 | Март 2022 года     | ISBN 978-5-907340-64-0 |
| 14 | 4 июня 2019 года     | ISBN 978-4-08-881861-0 | Март 2022 года     | ISBN 978-5-907340-64-0 |
| 15 | 2 августа 2019 года  | ISBN 978-4-08-882017-0 | Апрель 2023 года   | ISBN 978-5-907539-46-4 |
| 16 | 4 октября 2019 года  | ISBN 978-4-08-882077-4 | Апрель 2023 года   | ISBN 978-5-907539-46-4 |
| 17 | 4 января 2020 года   | ISBN 978-4-08-882170-2 | Август 2023 года   | ISBN 978-5-907539-74-7 |
| 18 | 4 марта 2020 года    | ISBN 978-4-08-882223-5 | Август 2023 года   | ISBN 978-5-907539-74-7 |
| 19 | 3 июля 2020 года     | ISBN 978-4-08-882223-5 | Август 2023 года   | ISBN 978-5-907539-75-4 |
| 20 | 2 октября 2020 года  | ISBN 978-4-08-882375-1 | Август 2023 года   | ISBN 978-5-907539-75-4 |

### Ранобэ
На основе манги было выпущено 4 ранобэ.

### Аниме
Премьера экранизации в виде анимационного телесериала от CloverWorks прошла в январе-марте 2019 года в программном блоке NoitaminA. Второй сезон транслировался с января по март 2021 года.

## Критика и популярность
Манга была номинирована на 10-ю награду Манга тайсё в январе 2017 года и получила 43 очка от «исполнительного комитета» премий Манга тайсё, а также была номинирована на 11-е издание премий Манга тайсё в 2018 году и получила всего 26 очков. По состоянию на август 2017 года было напечатано 1,5 миллиона экземпляров манги. К октябрю 2017 года их число увеличилось до 2,1 млн. По состоянию на 4 апреля 2018 года тираж первых 8 томов составил 4,2 млн экземпляров. Ребекка Сильверман из Anime News Network получила удовольствие от первого тома манги и дала ему оценку A-, сопроводив комментарием: «Напряженный темп повествования, интересные литературные отсылки, рисунок и история хорошо работают вместе, сильный сюжет и расставлены намёки на будущее развитие событий». В январе 2018 года манга выиграла 63-ю премию Shogakukan Manga Award в категории сёнэн.